# Dietmar Sous
Dietmar Sous (* 30. Januar 1954 in Stolberg (Rhld.)) ist ein deutscher Schriftsteller.

## Leben
Dietmar Sous wuchs als Sohn einer Hausfrau und eines Steinbrucharbeiters in Breinigerberg (heute Ortsteil von Stolberg) auf. In der Fußballsaison 1968/69 war er zunächst Torwart der Jugendmannschaft des FC Breinigerberg, wurde aber nach einer Pannenserie ins Mittelfeld strafversetzt. Nach dem Abitur 1973 am Goethe-Gymnasium Stolberg arbeitete er im Tiefbau und in Fabriken. Anschließend leistete er 16 Monate lang Zivildienst als Krankenpfleger.
Geprägt wurde die Arbeit von Dietmar Sous unter anderem durch Popmusik und Jazz, Filme und auch durch seine Freundschaft zu Win Braun, der als Maler in Breinig die Kunstgalerie Vennakademie gründete, Treffpunkt der Szene zwischen Voreifel und Aachen. Das 1981 beim Rotbuch Verlag Berlin erschienene Erstlingswerk Glasdreck ist wohl eine Vermischung der Biographien von Dietmar Sous, Win Braun und John Lennon. Held der Geschichte ist Brunno Mölldärs; Prügelknabe, Beatles-Fan und proletarischer 68er.
Das Buch wurde auch im Magazin Der Spiegel und in der ZDF-Kultursendung aspekte vorgestellt und gelobt. Für den Filmemacher B. Stampfer verfasste Sous ein gleichnamiges Drehbuch. Zur Verfilmung kam es aber aus Mangel an Fördergeldern nicht.
Für sein Buch B-Film wurde Dietmar Sous 1985 mit dem Förderpreis der Stadt Aachen ausgezeichnet. Weiterhin erhielt er ein Stipendium des Deutschen Literaturfonds sowie ein Literaturstipendium des Landes NRW. Sous schrieb Rezensionen, vor allem für die Berliner Wochenzeitung Freitag, außerdem zahlreiche Storys für das Sonntagsmagazin des WDR.
Die alte Freundschaft mit Win Braun rostete nicht; dieser malte für den Erzählband Der Himmel der Liebe (1996) das Umschlagbild, Vennakademie-Genosse Hacki Ritzerfeld steuerte wilde Zeichnungen bei.
Der Roman Abschied vom Mittelstürmer erschien 1997 als Hardcover bei Rotbuch, 1999 als Taschenbuch im Fischer-Taschenbuch-Verlag, Frankfurt. Nachdem Peter Henning Sous in einer Besprechung von Vormittag eines Rock´n´Roll-Beraters (2004) den „rheinischen Nick Hornby“ genannt hatte, konterte der Kritiker Klaus Hübner: Musik und Fußball sind zwei der Lieblingsthemen von Dietmar Sous. Trotzdem ist er – zum Glück – nicht bloß der deutsche Nick Hornby. Sous (...) hat seine ganz eigene Sprache gefunden. Sehr lakonisch, sehr scharf und sehr unterhaltsam.

## Werke
- 16:0, Transit, Berlin 2024, ISBN 978-3-88747-411-9
- Bodensee, Transit, Berlin 2020, ISBN 978-3-88747-380-8
- Dietmar Sous Lesebuch (zusammengestellt von Martin Willems), Edition Virgines, Düsseldorf 2019, ISBN 978-3-944011-97-4
- San Tropez, Transit, Berlin 2017, ISBN 978-3-88747-348-8
- Roxy. Transit, Berlin 2015, ISBN 978-3-8874-7315-0
- Sweet about me. Knaus, München 2012, ISBN 978-3-8135-0455-2
- Weekend. Rotbuch Verlag, Berlin 2008, ISBN 978-3-86789-045-8
- Filme mit Studentinnen und einer Hausfrau. Rotbuch Verlag, Hamburg 2006, ISBN 3-434-53143-2
- Vormittag eines Rock'n'Roll-Beraters. Rotbuch Verlag, Hamburg 2004, ISBN 3-434-53131-9
- Das Haus am Bahndamm. Rotbuch Verlag, Hamburg 2002, ISBN 3-434-53101-7
- Schöne Frauen: ein rheinischer Reigen. Rotbuch-Verlag, Hamburg 2000, ISBN 3-434-53066-5
- Abschied vom Mittelstürmer. Rotbuch Verlag, Hamburg 1997, ISBN 3-88022-592-3
- Der Himmel der Liebe. Rotbuch Verlag, Hamburg 1996, ISBN 3-88022-498-6
- Gagarin. Rotbuch Verlag, Hamburg 1994, ISBN 3-88022-803-5
- Alles Lüge. Rowohlt Verlag, Reinbek bei Hamburg 1990, ISBN 3-499-12821-7
- B-Film. Rotbuch Verlag, Berlin 1986, ISBN 3-88022-323-8
- Moll. Rotbuch Verlag, Berlin 1982, ISBN 3-88022-264-9
- Glasdreck. Rotbuch Verlag, Berlin 1981, ISBN 3-88022-237-1